# Cardes à la provençale
Les cardes à la provençale sont un mets traditionnel en Provence lors des fêtes de Noël. La carde ou cardon, légume originaire de l'Afrique du Nord, fut appréciée dès l'Antiquité romaine et revint à la mode, en Europe, à partir du XVIe siècle. Dans les départements de Vaucluse, Bouches-du-Rhône et Var, les cardes se consomment le plus souvent en tian.

## Origine et histoire
La carde ou cardon, originaire de l'Afrique du Nord, est apparentée à l'artichaut. Sa culture n'impose qu'une seule contrainte, celle de faire blanchir les côtes en encerclant ses pousses dans du papier ou du plastique.
Présent dès l'Antiquité sur les tables des riches romains, il fut déprécié au Moyen Âge et ne revint à la mode qu'à partir du XVIe siècle. Ce légume d'hiver est une composante incontournable du gros souper, et s’est imposé à partir du XIXe siècle, en faisant la conquête des tables de la bourgeoisie aisée d'Avignon, Aix et Marseille.

## Consommation
Pour consommer ce légume, il faut le faire pocher à l'eau bouillante, dans laquelle a été ajoutée un peu de farine, ou de mie de pain, pour éviter l'amertume. Il est ensuite accommodé en tian, soit avec des anchois, soit préparé avec une sauce blanche, ou encore des truffes. Les amateurs en croquent simplement les côtes blanchies accompagnées d'une sauce appelée pébrade (huile d'olive, anchois fondus, poivre).

## Préparation du tian de Noël
Parmi les traditions de Noël en Provence, avant les treize desserts, on proposait le tian de cardes aux truffes. Les cardes découpées sont blanchies dans de l’eau salée. L’ail et l’oignon, finement hachés, sont mis à blondir dans de l’huile d’olive, puis s'ajoutent les cardes et les filets d’anchois, qui sont saupoudrés de farine et mouillés. Après quelques minutes à feu doux, le tout est salé, poivré, puis parsemé de fines lamelles de truffe hors du feu. Il suffit de recouvrir quelques minutes pour que la truffe imprègne les cardes de son parfum. Ce mets est servi saupoudré de gruyère ou parmesan.

## Accord mets/vin
Aux anchois ou à la sauce blanche, le tian de cardes s'accorde avec le vin rosé : le côtes-de-provence (Fréjus, Sainte-Victoire), le coteaux-d'aix-en-provence, le Côtes du Roussillon, le coteaux-varois-en-provence et le coteaux-du-pont-du-gard,.